# Municipio de Delhi (Iowa)
El municipio de Delhi (en inglés: Delhi Township) es un municipio ubicado en el condado de Delaware en el estado estadounidense de Iowa. En el año 2010 tenía una población de 1012 habitantes y una densidad poblacional de 10,87 personas por km².

## Geografía
El municipio de Delhi se encuentra ubicado en las coordenadas 42°25′46″N 91°18′18″O / 42.42944, -91.30500. Según la Oficina del Censo de los Estados Unidos, el municipio tiene una superficie total de 93.12 km², de la cual 92,41 km² corresponden a tierra firme y (0,77 %) 0,72 km² es agua.

## Demografía
Según el censo de 2010, había 1012 personas residiendo en el municipio de Delhi. La densidad de población era de 10,87 hab./km². De los 1012 habitantes, el municipio de Delhi estaba compuesto por el 98,91 % blancos, el 0,3 % eran afroamericanos, el 0,1 % eran amerindios, el 0,1 % eran asiáticos y el 0,59 % eran de una mezcla de razas. Del total de la población el 0,59 % eran hispanos o latinos de cualquier raza.